# Porto del Puntone di Scarlino
Il porto del Puntone di Scarlino è il porto dell'omonima località balneare del comune di Scarlino.

## Storia
La presenza di un porto nella baia di Portiglioni è documentata dalla fine del III secolo a.C.: qui sarebbe stato localizzato il Portus Scabris citato da Tito Livio, attivo nel commercio del minerale ferroso e altri beni dell'isola d'Elba. In seguito alla caduta dell'impero romano, lo scalo andò incontro a un progressivo degrado, ma risulta tuttavia ancora utilizzato. Nonostante lo spopolamento che portò all'abbandono dell'area, a causa dell'impaludamento del lago di Scarlino e la diffusione della malaria, nel XVIII secolo il porticciolo è ancora utilizzato come scalo da piccoli bastimenti.
Il moderno scalo portuale turistico venne inaugurato nel 2003. I numerosi reperti archeologici rinvenuti durante le operazioni di costruzione del porto sono andati a costituire il nucleo principale del Museo archeologico di Portus Scabris.

## Caratteristiche
Il porto dispone di 960 posti barca (580 posti nella marina e 380 lungo il porto-canale), da 10 a 36 metri, con pescaggio fino a 4 metri. Nella struttura principale del porto, oltre che varie attività ricettive, sono ospitati lo Yacht Service e il Club Nautico di Scarlino.
Di fronte all'ingresso del porto è stato collocato il 2 settembre 2007 un cippo commemorativo con bassorilievo raffigurante Giuseppe Garibaldi, voluto dall'associazione Il Risveglio di Cala Martina a ricordo degli eventi dell'estate 1849 che videro il condottiero imbarcarsi nella vicina cala Martina.